# Torta de maçã

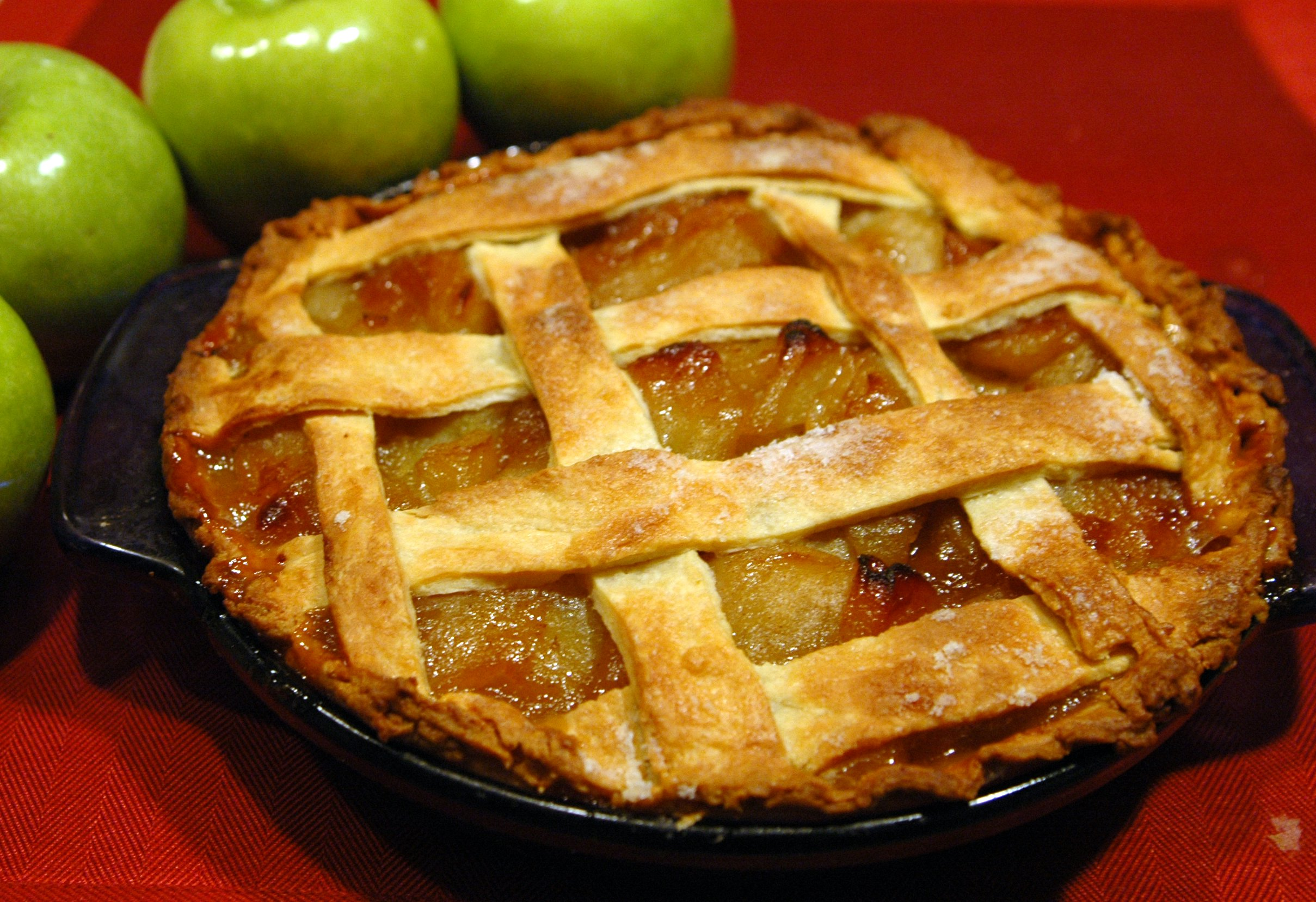
Uma torta de maçã

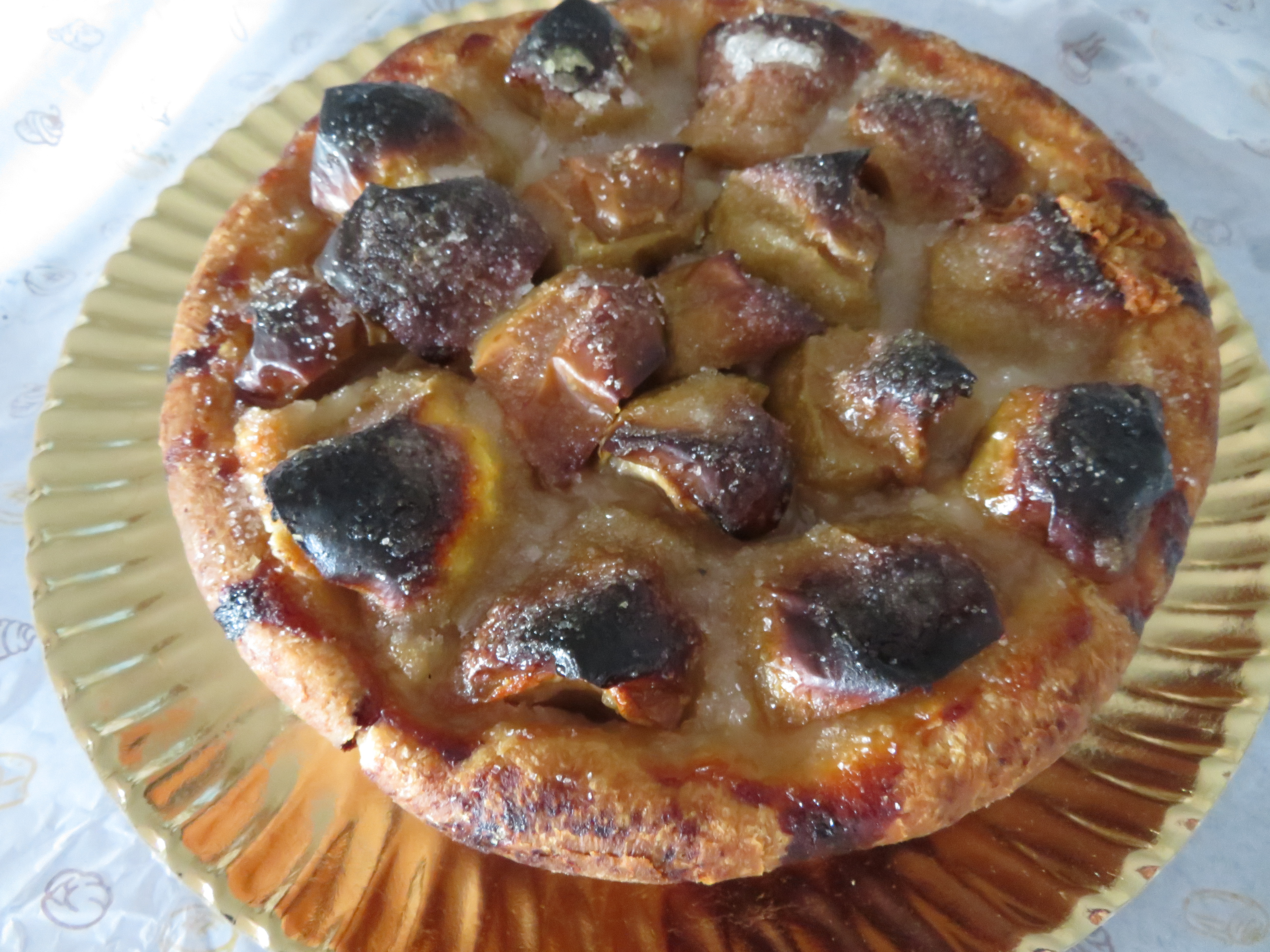
Torta de maçã

Uma torta de maçã, no Brasil, ou tarte de maçã, em Portugal, é um doce cozido no forno recheada de maçãs.
Originárias da Inglaterra do século XIV, as receitas de torta de maçã são hoje parte integrante da culinária de muitos países onde se cultivam maçãs. A torta de maçã é uma sobremesa importante em muitos países, incluindo o Reino Unido, Irlanda, Suécia, Noruega, Austrália, Alemanha, Nova Zelândia e Estados Unidos.
Na região Sul do Brasil, existe a cuca, de origem alemã, também com recheio de maçãs, mas também com outras frutas tal como goiaba, figo, pêssego e outras frutas ou a mistura dessas.